# ユリア・ブロフキナ
ユリア・アンドレーヴナ・ブロフキナ（Юлия Андреевна Бровкина、2001年5月31日 - ）は、ロシアの女子バレーボール選手。ポジションはミドルブロッカー。ロシア代表。

## 来歴

### クラブチーム
モスクワ出身。はじめはフィギュアスケートをしており、バレーボールに転向した。2015年、ディナモ・カザンU-20に入団。2018年、ロコモティブ・カリーニングラードへ入団。2018/19、2019/20シーズンのロシアスーパーリーグで準優勝した。2020年7月、Yenisey Krasnoyarskへレンタル移籍し、1年間プレーした。2021/22シーズンからは再びロコモティブ・カリーニングラードへ加入し、ロシアスーパーリーグで優勝を果たした。

### 代表チーム
アンダーカテゴリーの代表として2017年のU-18欧州選手権で金メダルを獲得した。同年にアルゼンチンで開催された第15回バレーボール世界ユース女子選手権大会で銅メダル獲得した。2019年、メキシコで開催されたU-20世界選手権で銅メダルを獲得し、自身もベストミドルブロッカー賞を受賞した。また同年にはシニアのロシア代表に初選出され、同年9月のワールドカップでデビューし、銅メダルを獲得した。

## 球歴
- ワールドカップ - 2019年
- ネーションズリーグ - 2021年

## 受賞歴
- 2019年 - U-20世界選手権 ベストミドルブロッカー賞

## 所属クラブ
- ロコモティブ・カリーニングラード（2018-2020年）
- VC Yenisey Krasnoyarsk（2020-2021年）
- ロコモティブ・カリーニングラード（2021年-）